# Incorynetes bifasciatus
Incorynetes bifasciatus is een keversoort uit de familie mierkevers (Cleridae). De wetenschappelijke naam van de soort is voor het eerst geldig gepubliceerd in 1941 door Pic.